# Oriencyrtus
Oriencyrtus is een geslacht van vliesvleugeligen uit de familie Encyrtidae. De wetenschappelijke naam van dit geslacht is voor het eerst geldig gepubliceerd in 1974 door Sugonjaev & Trjapitzin.

## Soorten
Het geslacht Oriencyrtus omvat de volgende soorten:
- Oriencyrtus beybienkoi Sugonjaev & Trjapitzin, 1974
- Oriencyrtus liaoi Zhang & Huang, 2001